# 24 Heures de Daytona 2004
Navigation
Édition précédente Édition suivante
Les 24 Heures de Daytona 2004 (officiellement appelé le Rolex 24 at Daytona 2004), disputées sur les 31 janvier 2004 et 1er février 2004 sur le Daytona International Speedway sont la quarante-deuxième édition de cette épreuve, la trente-huitième sur un format de vingt-quatre heures, et la première manche des Rolex Sports Car Series 2004.

## Engagés
La liste officielle des engagés était composée de 55 voitures, dont 17 en Daytona Prototypes, 23 en Grand Touring et 15 en SGS.

## Course
Voici le classement provisoire au terme de la course,.
- Les vainqueurs de chaque catégorie sont signalés par un fond jauni.
- Pour la colonne Pneus, il faut passer le curseur au-dessus du modèle pour connaître le manufacturier de pneumatiques.

| Pos.   | Classe | N°                   | Écurie                            | Pilotes                                                                                  | Châssis                      | Pneus | Tours |
| Pos.   | Classe | N°                   | Écurie                            | Pilotes                                                                                  | Moteur                       | Pneus | Tours |
| ------ | ------ | -------------------- | --------------------------------- | ---------------------------------------------------------------------------------------- | ---------------------------- | ----- | ----- |
| 1      | DP     | 54                   | Bell Motorsports                  | Andy Pilgrim Terry Borcheller Christian Fittipaldi Forest Barber (en)                    | Doran JE4                    | G     | 526   |
| 1      | DP     | 54                   | Bell Motorsports                  | Andy Pilgrim Terry Borcheller Christian Fittipaldi Forest Barber (en)                    | Pontiac LS6 5.5 L V8         | G     | 526   |
| 2      | GT     | 44                   | Orbit Racing                      | Mike Fitzgerald Robin Liddell Johnny Mowlem Joe Policastro Joe Policastro Jr.            | Porsche 996 GT3-RS           | D     | 523   |
| 2      | GT     | 44                   | Orbit Racing                      | Mike Fitzgerald Robin Liddell Johnny Mowlem Joe Policastro Joe Policastro Jr.            | Porsche 3.6 L Flat-6         | D     | 523   |
| 3      | GT     | 74                   | Flying Lizard Motorsports         | Lonnie Pechnik Seth Neiman Johannes van Overbeek Peter Cunningham (en) Mike Rockenfeller | Porsche 996 GT3 Cup          | D     | 523   |
| 3      | GT     | 74                   | Flying Lizard Motorsports         | Lonnie Pechnik Seth Neiman Johannes van Overbeek Peter Cunningham (en) Mike Rockenfeller | Porsche 3.6 L Flat-6         | D     | 523   |
| 4      | DP     | 27                   | Doran Lista Racing                | Didier Theys Marc Goossens Jan Lammers Fredy Lienhard                                    | Doran JE4                    | G     | 521   |
| 4      | DP     | 27                   | Doran Lista Racing                | Didier Theys Marc Goossens Jan Lammers Fredy Lienhard                                    | Lexus 4.3 L V8               | G     | 521   |
| 5 DNF  | DP     | 2                    | Howard-Boss Motorsports (en)      | Andy Wallace Dale Earnhardt Jr. Tony Stewart                                             | Crawford DP03 (en)           | G     | 519   |
| 5 DNF  | DP     | 2                    | Howard-Boss Motorsports (en)      | Andy Wallace Dale Earnhardt Jr. Tony Stewart                                             | Chevrolet LS6 5.5 L V8       | G     | 519   |
| 6      | GT     | 73                   | Red Bull BE Racing                | Philipp Peter Dieter Quester Andrea Montermini Klaus Engelhorn                           | Ferrari 360 Modena           | D     | 511   |
| 6      | GT     | 73                   | Red Bull BE Racing                | Philipp Peter Dieter Quester Andrea Montermini Klaus Engelhorn                           | Ferrari 3.6 L V8             | D     | 511   |
| 7      | DP     | 6                    | Michael Shank Racing              | Kelly Collins Thomas Erdos Cort Wagner Mike Newton Brent Martini                         | Doran JE4                    | G     | 509   |
| 7      | DP     | 6                    | Michael Shank Racing              | Kelly Collins Thomas Erdos Cort Wagner Mike Newton Brent Martini                         | Lexus 4.3 L V8               | G     | 509   |
| 8 DNF  | DP     | 10                   | SunTrust Racing                   | Max Angelelli Wayne Taylor Emmanuel Collard                                              | Riley Mk XI                  | G     | 508   |
| 8 DNF  | DP     | 10                   | SunTrust Racing                   | Max Angelelli Wayne Taylor Emmanuel Collard                                              | Pontiac LS6 5.5 L V8         | G     | 508   |
| 9      | SGS    | 91                   | Doncaster Racing                  | Jean-François Dumoulin Marc Lieb Robert Julien Greg Pootmans                             | Porsche 996 GT3 Cup          | H     | 504   |
| 9      | SGS    | 91                   | Doncaster Racing                  | Jean-François Dumoulin Marc Lieb Robert Julien Greg Pootmans                             | Porsche 3.6 L Flat-6         | H     | 504   |
| 10     | DP     | 01                   | CGR Grand Am                      | Scott Pruett Max Papis Scott Dixon Jimmy Morales                                         | Riley Mk XI                  | G     | 502   |
| 10     | DP     | 01                   | CGR Grand Am                      | Scott Pruett Max Papis Scott Dixon Jimmy Morales                                         | Lexus 4.3 L V8               | G     | 502   |
| 11     | GT     | 56                   | Seikel Motor Sport                | Tony Burgess Philip Collin Peter van Merksteijn Gabrio Rosa Fabio Rosa                   | Porsche 996 GT3-RS           | D     | 501   |
| 11     | GT     | 56                   | Seikel Motor Sport                | Tony Burgess Philip Collin Peter van Merksteijn Gabrio Rosa Fabio Rosa                   | Porsche 3.6 L Flat-6         | D     | 501   |
| 12     | SGS    | 38                   | TPC Racing                        | Randy Pobst (en) Andy Lally John Littlechild Marc Bunting Michael Levitas                | Porsche 996 GT3 Cup          | H     | 501   |
| 12     | SGS    | 38                   | TPC Racing                        | Randy Pobst (en) Andy Lally John Littlechild Marc Bunting Michael Levitas                | Porsche 3.6 L Flat-6         | H     | 501   |
| 13     | SGS    | 71                   | Doncaster Racing                  | David Lacey Greg Wilkins Tom Nastasi Mark Wilkins (en) Ken Wilden                        | Porsche 996 GT3 Cup          | H     | 494   |
| 13     | SGS    | 71                   | Doncaster Racing                  | David Lacey Greg Wilkins Tom Nastasi Mark Wilkins (en) Ken Wilden                        | Porsche 3.6 L Flat-6         | H     | 494   |
| 14     | GT     | 66                   | The Racer's Group/Monster Cable   | Kevin Buckler (en) Timo Bernhard Patrick Long Jörg Bergmeister                           | Porsche 996 GT3-RS           | D     | 494   |
| 14     | GT     | 66                   | The Racer's Group/Monster Cable   | Kevin Buckler (en) Timo Bernhard Patrick Long Jörg Bergmeister                           | Porsche 3.6 L Flat-6         | D     | 494   |
| 15     | SGS    | 41                   | Orison-Planet Earth Motorsports   | Joe Nonnamaker Will Nonnamaker Wayne Nonnamaker Paul Menard Charlie Menard (en)          | Porsche 996 GT3 Cup          | H     | 493   |
| 15     | SGS    | 41                   | Orison-Planet Earth Motorsports   | Joe Nonnamaker Will Nonnamaker Wayne Nonnamaker Paul Menard Charlie Menard (en)          | Porsche 3.6 L Flat-6         | H     | 493   |
| 16     | GT     | 72                   | Jack Lewis Enterprises            | Jack Lewis Tom McGlynn Manuel Matos Edison Lluch                                         | Porsche 996 GT3 Cup          | D     | 492   |
| 16     | GT     | 72                   | Jack Lewis Enterprises            | Jack Lewis Tom McGlynn Manuel Matos Edison Lluch                                         | Porsche 3.6 L Flat-6         | D     | 492   |
| 17     | GT     | 67                   | The Racer's Group/Monster Cable   | Robert Nearn Pierre Ehret Jim Matthews Lars Nielsen Cyrille Sauvage (en)                 | Porsche 996 GT3-RS           | D     | 492   |
| 17     | GT     | 67                   | The Racer's Group/Monster Cable   | Robert Nearn Pierre Ehret Jim Matthews Lars Nielsen Cyrille Sauvage (en)                 | Porsche 3.6 L Flat-6         | D     | 492   |
| 18     | GT     | 83                   | Cirtek Motorsport                 | Rob Wilson (en) Frank Mountain Martyn Konig                                              | Porsche 996 GT3-RS           | D     | 491   |
| 18     | GT     | 83                   | Cirtek Motorsport                 | Rob Wilson (en) Frank Mountain Martyn Konig                                              | Porsche 3.6 L Flat-6         | D     | 491   |
| 19     | SGS    | 13                   | Foxhill Racing                    | Andrew Davis Michael Cawley Charles Espenlaub Joe Foster                                 | Porsche 996 GT3 Cup          | H     | 491   |
| 19     | SGS    | 13                   | Foxhill Racing                    | Andrew Davis Michael Cawley Charles Espenlaub Joe Foster                                 | Porsche 3.6 L Flat-6         | H     | 491   |
| 20     | SGS    | 16                   | AASCO Motorsports                 | Craig Stanton (en) David Murry Tim Sugden                                                | Porsche 996 GT3 Cup          | H     | 487   |
| 20     | SGS    | 16                   | AASCO Motorsports                 | Craig Stanton (en) David Murry Tim Sugden                                                | Porsche 3.6 L Flat-6         | H     | 487   |
| 21     | GT     | 68                   | The Racer's Group/Monster Cable   | Ian James Chris Gleason Richard Valentine Bohdan Kroczek Abraham Zimroth                 | Porsche 996 GT3-RS           | D     | 487   |
| 21     | GT     | 68                   | The Racer's Group/Monster Cable   | Ian James Chris Gleason Richard Valentine Bohdan Kroczek Abraham Zimroth                 | Porsche 3.6 L Flat-6         | D     | 487   |
| 22     | SGS    | 63                   | Glenn Yee Motorsports             | Hugh Plumb Michael Lewis Kim Wolfkill Geoff Escalette                                    | Porsche 996 GT3 Cup          | H     | 482   |
| 22     | SGS    | 63                   | Glenn Yee Motorsports             | Hugh Plumb Michael Lewis Kim Wolfkill Geoff Escalette                                    | Porsche 3.6 L Flat-6         | H     | 482   |
| 23     | SGS    | 47                   | Michael Baughman Racing           | Michael Baughman Bob Ward Brad Jaeger Frank Del Vecchio                                  | Porsche 996 GT3 Cup          | H     | 482   |
| 23     | SGS    | 47                   | Michael Baughman Racing           | Michael Baughman Bob Ward Brad Jaeger Frank Del Vecchio                                  | Porsche 3.6 L Flat-6         | H     | 482   |
| 24     | GT     | 98                   | GT Technologies                   | Ron Zitza Bill Riddell Hartmut Von Seelen Carlos de Quesada Marc Feinstein               | Porsche 996 GT3 Cup          | D     | 481   |
| 24     | GT     | 98                   | GT Technologies                   | Ron Zitza Bill Riddell Hartmut Von Seelen Carlos de Quesada Marc Feinstein               | Porsche 3.6 L Flat-6         | D     | 481   |
| 25     | DP     | 80                   | G&W Motorsports                   | Hugo Guenette Jason Workman Steve Marshall Danny Marshall Fabio Spatafora                | Picchio DP2 (en)             | G     | 466   |
| 25     | DP     | 80                   | G&W Motorsports                   | Hugo Guenette Jason Workman Steve Marshall Danny Marshall Fabio Spatafora                | BMW 4.9 L V8                 | G     | 466   |
| 26     | GT     | 30                   | Risi Competizione                 | Anthony Lazzaro Ralf Kelleners Matteo Bobbi                                              | Maserati Trofeo Light (en)   | D     | 462   |
| 26     | GT     | 30                   | Risi Competizione                 | Anthony Lazzaro Ralf Kelleners Matteo Bobbi                                              | Maserati 4.2 L V8            | D     | 462   |
| 27     | SGS    | 82                   | dds Racing                        | Steven Lynn Jack Henricks Jim Brillhart Terry Heath                                      | Porsche 996 GT3 Cup          | H     | 461   |
| 27     | SGS    | 82                   | dds Racing                        | Steven Lynn Jack Henricks Jim Brillhart Terry Heath                                      | Porsche 3.6 L Flat-6         | H     | 461   |
| 28 DNF | DP     | 4                    | Howard-Boss Motorsports (en)      | Butch Leitzinger Elliott Forbes-Robinson Jimmie Johnson David Brule                      | Crawford DP03 (en)           | G     | 456   |
| 28 DNF | DP     | 4                    | Howard-Boss Motorsports (en)      | Butch Leitzinger Elliott Forbes-Robinson Jimmie Johnson David Brule                      | Chevrolet LS6 5.5 L V8       | G     | 456   |
| 29     | SGS    | 00                   | Team Vision                       | Dwain Derment Dough Baron Dennis Puddester Steven Bernheim                               | Porsche 996 GT3 Cup          | H     | 454   |
| 29     | SGS    | 00                   | Team Vision                       | Dwain Derment Dough Baron Dennis Puddester Steven Bernheim                               | Porsche 3.6 L Flat-6         | H     | 454   |
| 30     | SGS    | 14                   | Autometrics Motorsports           | Cory Friedman Lynn Wilson Bransen Patch Adam Merzon Mike Smith                           | Porsche 996 GT3 Cup          | H     | 449   |
| 30     | SGS    | 14                   | Autometrics Motorsports           | Cory Friedman Lynn Wilson Bransen Patch Adam Merzon Mike Smith                           | Porsche 3.6 L Flat-6         | H     | 449   |
| 31     | SGS    | 86                   | G&W Motorsports                   | Tracy Krohn Ron Forristall Mae Van Wijk Andres Van Der Dys Armando Trentini              | Porsche 996 GT3 Cup          | H     | 443   |
| 31     | SGS    | 86                   | G&W Motorsports                   | Tracy Krohn Ron Forristall Mae Van Wijk Andres Van Der Dys Armando Trentini              | Porsche 3.6 L Flat-6         | H     | 443   |
| 32     | GT     | 94                   | Mastercar                         | Mauro Casadei François Labhardt Manfred Jurasz Jim Michaelian                            | Ferrari 360 Modena           | D     | 439   |
| 32     | GT     | 94                   | Mastercar                         | Mauro Casadei François Labhardt Manfred Jurasz Jim Michaelian                            | Ferrari 3.6 L V8             | D     | 439   |
| 33     | GT     | 57                   | Stevenson Motorsports/Auto Assets | Chip Vance Piers Maserati John Stevenson John Buttermore                                 | Porsche 996 GT3-RS           | D     | 428   |
| 33     | GT     | 57                   | Stevenson Motorsports/Auto Assets | Chip Vance Piers Maserati John Stevenson John Buttermore                                 | Porsche 3.6 L Flat-6         | D     | 428   |
| 34     | GT     | 24                   | Specter Werkes/Sports             | Tom Bambard (en) Pete Halsmer (en) John Heinricy (en) Jeff Nowicki                       | Chevrolet Corvette C5        | D     | 407   |
| 34     | GT     | 24                   | Specter Werkes/Sports             | Tom Bambard (en) Pete Halsmer (en) John Heinricy (en) Jeff Nowicki                       | Chevrolet LS6 5.5 L V8       | D     | 407   |
| 35     | DP     | 09                   | Spirit of Daytona Racing          | Doug Goad Robby Gordon Milka Duno Stéphane Grégoire                                      | Crawford DP03 (en)           | G     | 401   |
| 35     | DP     | 09                   | Spirit of Daytona Racing          | Doug Goad Robby Gordon Milka Duno Stéphane Grégoire                                      | Pontiac LS6 5.5 L V8         | G     | 401   |
| 36 DNF | GT     | 93                   | Mastercar                         | Luca Drudi Ferdinando Monfardini Matteo Meneghello (en) Joe Colasacco Ross Fonferko      | Ferrari 360 Modena Challenge | D     | 388   |
| 36 DNF | GT     | 93                   | Mastercar                         | Luca Drudi Ferdinando Monfardini Matteo Meneghello (en) Joe Colasacco Ross Fonferko      | Ferrari 3.6 L V8             | D     | 388   |
| 37 DNF | GT     | 33                   | Scuderia Ferrari of Washington    | Fabrizio de Simone (en) Stephen Earle Emil Assentato (en) Nick Longhi                    | Maserati Trofeo Light (en)   | D     | 384   |
| 37 DNF | GT     | 33                   | Scuderia Ferrari of Washington    | Fabrizio de Simone (en) Stephen Earle Emil Assentato (en) Nick Longhi                    | Maserati 4.2 L V8            | D     | 384   |
| 38     | SGS    | 46                   | Michael Baughman Racing           | Peter Argetsinger (en) Mark Patterson John Pew (en) Jim Victor Dario Cioti               | Chevrolet Corvette Z06       | H     | 369   |
| 38     | SGS    | 46                   | Michael Baughman Racing           | Peter Argetsinger (en) Mark Patterson John Pew (en) Jim Victor Dario Cioti               | Chevrolet 5.7 L V8           | H     | 369   |
| 39     | SGS    | 17                   | AASCO Motorsports                 | Joe Kunz Derek Clark Gary Becker Patrick Flanagan Mark Webber                            | Porsche 996 GT3 Cup          | H     | 366   |
| 39     | SGS    | Porsche 3.6 L Flat-6 | AASCO Motorsports                 | Joe Kunz Derek Clark Gary Becker Patrick Flanagan Mark Webber                            |                              | H     | 366   |
| 40 DNF | DP     | 7                    | Southard Motorsports              | Shane Lewis George Robinson Jack Baldwin (en) Vic Rice Stephen Southard                  | Fabcar FDSC/03               | G     | 359   |
| 40 DNF | DP     | 7                    | Southard Motorsports              | Shane Lewis George Robinson Jack Baldwin (en) Vic Rice Stephen Southard                  | BMW 4.9 L V8                 | G     | 359   |
| 41 DNF | DP     | 59                   | Brumos Racing (en)                | J. C. France (en) Hurley Haywood Scott Sharp Tommy Riggins                               | Fabcar FDSC/03               | G     | 343   |
| 41 DNF | DP     | 59                   | Brumos Racing (en)                | J. C. France (en) Hurley Haywood Scott Sharp Tommy Riggins                               | Porsche 3.6 L Flat-6         | G     | 343   |
| 42 DNF | DP     | 5                    | Essex Racing                      | Scott Maxwell Joe Pruskowski Justin Pruskowski Ross Bentley (en)                         | Multimatic MDP1              | G     | 335   |
| 42 DNF | DP     | 5                    | Essex Racing                      | Scott Maxwell Joe Pruskowski Justin Pruskowski Ross Bentley (en)                         | Ford 5.0 L V8                | G     | 335   |
| 43 DNF | DP     | 70                   | SpeedSource                       | Sylvain Tremblay Selby Wellman Chris Hall Larry Huang                                    | Multimatic MDP1              | G     | 304   |
| 43 DNF | DP     | 70                   | SpeedSource                       | Sylvain Tremblay Selby Wellman Chris Hall Larry Huang                                    | Ford 5.0 L V8                | G     | 304   |
| 44 DNF | DP     | 9                    | Mears Motorcoach/SpeedSource      | Mike Borkowski (en) Paul Mears Jr. Arie Luyendyk Jr. (en) Nick Ham Justin Bell           | Multimatic MDP1              | G     | 289   |
| 44 DNF | DP     | 9                    | Mears Motorcoach/SpeedSource      | Mike Borkowski (en) Paul Mears Jr. Arie Luyendyk Jr. (en) Nick Ham Justin Bell           | Ford 5.0 L V8                | G     | 289   |
| 45 DNF | GT     | 22                   | Prototype Technology Group        | Niclas Jönsson Boris Said Joey Hand Justin Marks Bill Auberlen                           | BMW M3 E46                   | D     | 267   |
| 45 DNF | GT     | 22                   | Prototype Technology Group        | Niclas Jönsson Boris Said Joey Hand Justin Marks Bill Auberlen                           | BMW 3.2 L I6                 | D     | 267   |
| 46 DNF | GT     | 97                   | Graham Nash Motorsports           | Robert Orcutt Kurt Thiel Ken Dobson Paul Jenkins                                         | Porsche 996 GT3-RS           | D     | 261   |
| 46 DNF | GT     | 97                   | Graham Nash Motorsports           | Robert Orcutt Kurt Thiel Ken Dobson Paul Jenkins                                         | Porsche 3.6 L Flat-6         | D     | 261   |
| 47     | GT     | 60                   | Xtreme Racing Group               | Anthony Puleo Robert Dubler Squeak Kennedy Joe Evans                                     | Chevrolet Corvette           | D     | 193   |
| 47     | GT     | 60                   | Xtreme Racing Group               | Anthony Puleo Robert Dubler Squeak Kennedy Joe Evans                                     | Chevrolet 6.1 L V8           | D     | 193   |
| 48 DNF | DP     | 45                   | Gunnar Racing                     | Gunnar Jeannette Mike Brockman Paul Newman Kyle Petty                                    | Fabcar FDSC/03               | G     | 185   |
| 48 DNF | DP     | 45                   | Gunnar Racing                     | Gunnar Jeannette Mike Brockman Paul Newman Kyle Petty                                    | Porsche 3.6 L Flat-6         | G     | 185   |
| 49 DNF | GT     | 21                   | Prototype Technology Group        | Niclas Jönsson Boris Said Joey Hand Justin Marks Bill Auberlen                           | BMW M3 E46                   | D     | 162   |
| 49 DNF | GT     | 21                   | Prototype Technology Group        | Niclas Jönsson Boris Said Joey Hand Justin Marks Bill Auberlen                           | BMW 3.2 L I6                 | D     | 162   |
| 50 DNF | DP     | 58                   | Red Bull-Brumos Porsche (en)      | David Donohue Darren Law Lucas Luhr Sascha Maassen                                       | Fabcar FDSC/03               | G     | 150   |
| 50 DNF | DP     | 58                   | Red Bull-Brumos Porsche (en)      | David Donohue Darren Law Lucas Luhr Sascha Maassen                                       | Porsche 3.6 L Flat-6         | G     | 150   |
| 51 DNF | DP     | 15                   | Essex Racing                      | Dave Gaylord Don Kitch Jr. John Olsen Tom Hessert Jr. Tom Hessert III                    | Multimatic MDP1              | G     | 149   |
| 51 DNF | DP     | 15                   | Essex Racing                      | Dave Gaylord Don Kitch Jr. John Olsen Tom Hessert Jr. Tom Hessert III                    | Ford 5.0 L V8                | G     | 149   |
| 52 DNF | GT     | 11                   | JMB Racing USA                    | Iradj Alexander Diego Alessi (en) Edy Gay Maurizio Mediani Paul Dana                     | Ferrari 360 Modena           | D     | 98    |
| 52 DNF | GT     | 11                   | JMB Racing USA                    | Iradj Alexander Diego Alessi (en) Edy Gay Maurizio Mediani Paul Dana                     | Ferrari 3.6 L V8             | D     | 98    |
| 53 DNF | GT     | 88                   | ASM Team                          | Pedro Couceiro (en) Miguel Amaral Manuel Gião (en) Carlos Barbot                         | Porsche 996 GT3-RS           | D     | 65    |
| 53 DNF | GT     | Porsche 3.6 L Flat-6 | ASM Team                          | Pedro Couceiro (en) Miguel Amaral Manuel Gião (en) Carlos Barbot                         |                              | D     | 65    |

## Statistiques
- Pole Position - #01 CGR Grand Am - 1:45.783
- Record du tour - #10 SunTrust Racing - 1:48.631
- Distance - 3 013,980 km
- Vitesse moyenne - 125.411 km/h